# شيقات
الشيقات (الاسم العلمي: Muraenidae) هي فصيلة من الأسماك تتبع رتبة الأنقليسيات من طائفة الأسماك العظمية.

## التصنيف

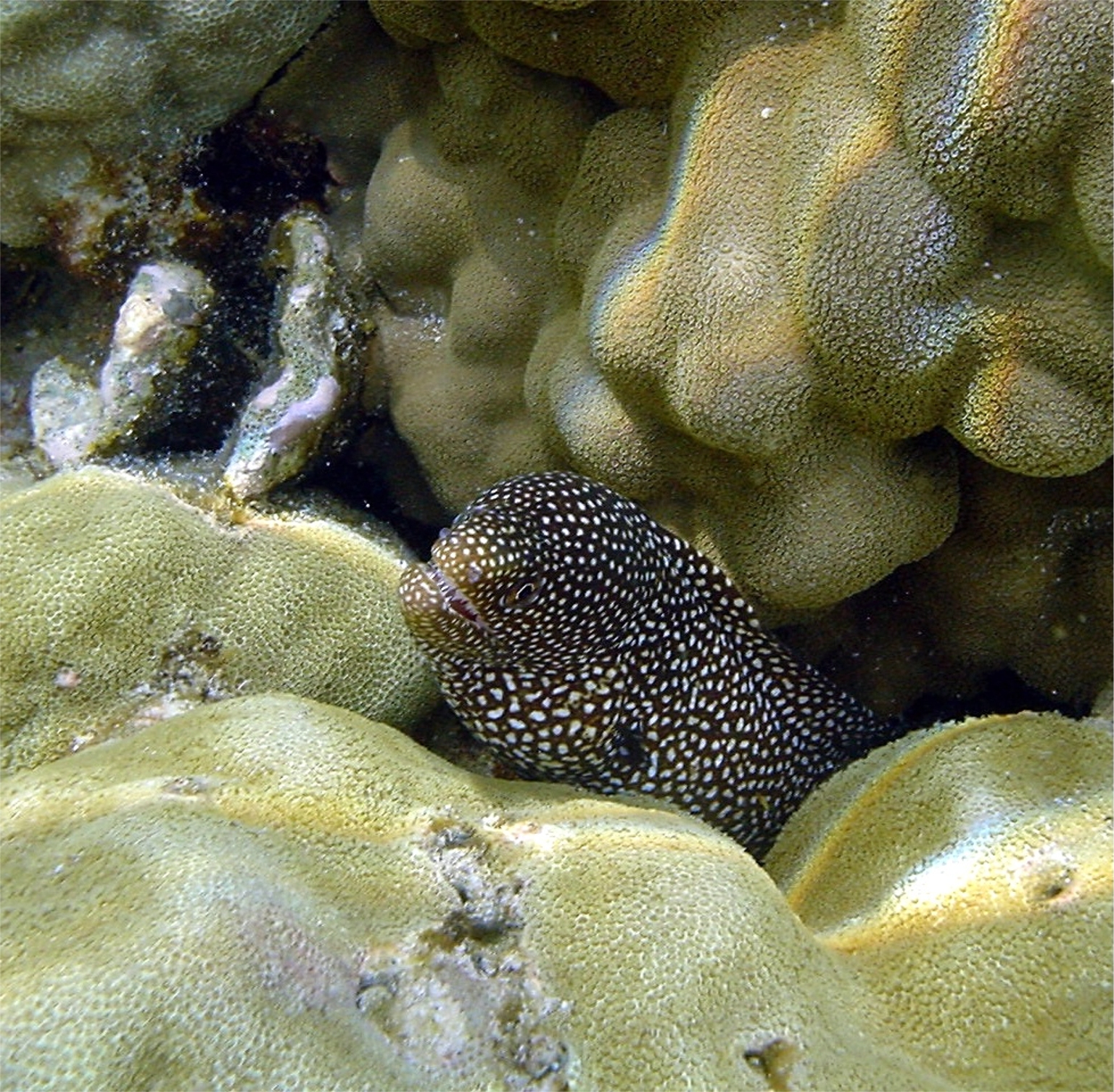
Whitemouth moray, Gymnothorax meleagris

- أسرة الشيقاوات
  - الشيق
  - الشيق العاري
  - شيق مميز الخطم
  - أنقليس البط
  - الأنقليس المختلف
  - الأنقليس الحدقي
  - الأنقليس الأحادي
  - القينفوذ
  - القينفوذ الزائف
  - شيق عاري الصدر
  - شيق منفتل الأسنان

- أسرة Uropteryginae
  - Anarchias
  - Channomuraena
  - Uropterygius